# Klippmyggmossa
Klippmyggmossa (Cnestrum schisti) är en bladmossart som beskrevs av Ingebrigt Severin Hagen 1915. Enligt Catalogue of Life ingår Klippmyggmossa i släktet myggmossor och familjen Dicranaceae, men enligt Dyntaxa är tillhörigheten istället släktet myggmossor och familjen Rhabdoweisiaceae. Arten är reproducerande i Sverige. Inga underarter finns listade i Catalogue of Life.